# Mario Super Sluggers
Mario Super Sluggers, noto in Giappone come Super Mario Stadium Family Baseball (スーパーマリオスタジアム ファミリーベースボール?, Sūpā Mario Sutajiamu Famirī Bēsubōru) è un videogioco sportivo per Wii, sviluppato dalla Namco Bandai e pubblicato da Nintendo. Era precedentemente conosciuto come Super Mario Stadium Baseball, ma il suo titolo è stato in seguito cambiato. Fa parte della serie di giochi sportivi di Mario Baseball, ed è il sequel di Mario Superstar Baseball per Nintendo GameCube. Inedito in Europa, il gioco venne annunciato il 9 ottobre 2007 ad una conferenza Nintendo ed è stato pubblicato il 19 giugno 2008 in Giappone.

## Modalità di gioco
Il gameplay di Mario Super Sluggers è simile a quello del suo predecessore, con l'unica differenza dei controlli. Infatti si dovrà usare il Wiimote come mazza da baseball, simile a quanto avviene in Wii Sports. Come in Mario Kart Wii, i propri Mii saranno disponibili come personaggio giocabile. Il motore grafico non è quello del GameCube ma ne è stato sviluppato uno nuovo capace di sfruttare a pieno le capacità del Wii.

## Personaggi
I personaggi saranno gli stessi del capitolo precedente, con qualche nuova entrata.

### Capitani
| Personaggio   | Squadra (in inglese) | Squadra (traduzione)    | Stadio                             |
| ------------- | -------------------- | ----------------------- | ---------------------------------- |
| Mario         | Mario Fireballs      | Palle di Fuoco di Mario | Stadio di Mario                    |
| Luigi         | Luigi Knights        | Cavalieri di Luigi      | Palazzo di Luigi                   |
| Peach         | Peach Monarchs       | Monarchi di Peach       | Giardino di ghiaccio di Peach      |
| Daisy         | Daisy Flowers        | Fiori di Daisy          | Crociera di Daisy                  |
| Yoshi         | Yoshi Eggs           | Uova di Yoshi           | Parco di Yoshi                     |
| Strutzi       | Birdo Bows           | Fiocchi di Strutzi      | nessuno                            |
| Wario         | Wario Muscles        | Muscoli di Wario        | Città di Wario                     |
| Waluigi       | Waluigi Spitballs    | Palle-sputo di Waluigi  | nessuno                            |
| Donkey Kong   | DK Wilds             | Selvaggi di DK          | Giungla DK                         |
| Diddy Kong    | Diddy Monkeys        | Diddy Scimmie           | nessuno                            |
| Bowser        | Bowser Monsters      | Mostri di Bowser        | Castello di Bowser                 |
| Bowser Junior | Bowser Jr. Rookies   | Reclute di Bowser Jr.   | Stanza dei giochi di Bowser Junior |

### Giocatori

#### Babies
- Baby Mario
- Baby Luigi
- Baby Peach
- Baby Daisy
- Baby DK

#### Donkey Kong (serie)
- Dixie Kong
- Funky Kong
- Tiny Kong
- King K. Rool
- Kritter

#### Mario Company
- Toad
- Toadette
- Mastro Toad
- Palmense
- Noki

#### Nemici di Mario
- Koopa Troopa
- Paratroopa
- Magikoopa
- Martelkoopa
- Tartosso
- Boo
- Re Boo
- Pipino Piranha
- Torcibruco
- Goomba
- Paragoomba
- Tantatalpa
- Tipo Timido
- Calamako

#### Altri
- Mii